# NGC 281

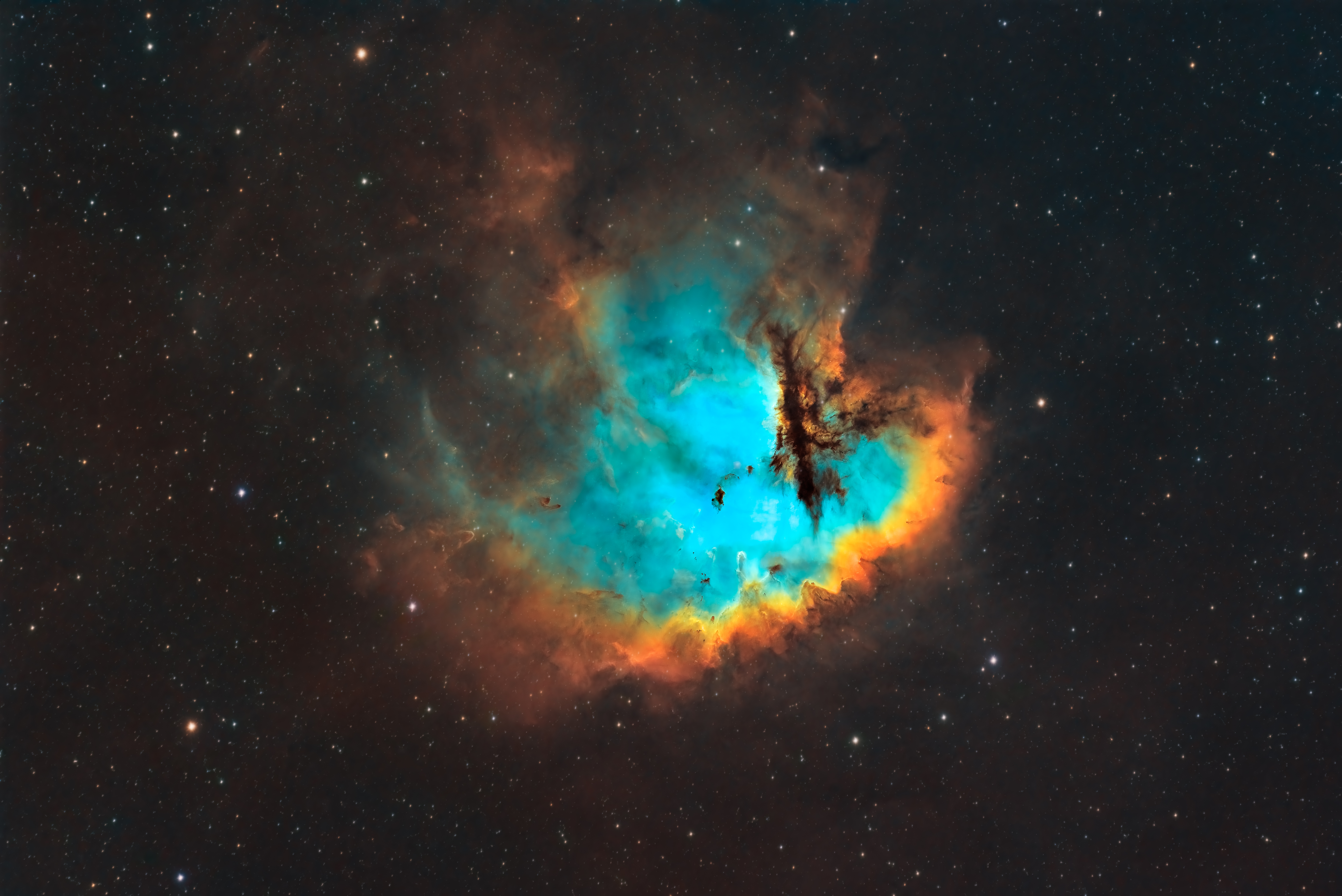
Nebulosa NGC 281 em Paleta Hubble (Ha/OIII/SII) por astrônomo amador

NGC 281 é uma nebulosa na constelação de Cassiopeia e parte do braço espiral de Perseus. Ela inclui o aglomerado aberto IC 1590 e a estrela HD 5005. Coloquialmente, NGC 281 é também conhecida como a Nebulosa do Pacman devido à sua semelhança com o personagem do Video game.
A nebulosa foi descoberta em agosto de 1883 por Edward Emerson Barnard, que a descreveu como "uma grande nebulosa fraca, muito difusa." A estrela HD 5005, também chamada  β1, foi descoberta por SW Burnham. 